# Дефаунизация
Дефауниза́ция (англ. defaunation) — процесс в экосистеме, в ходе которого популяция сверххищников и травоядных снижается из-за влияния человека на окружающую среду, что приводит к исчезновению растительности экосистем. Травоядные животные являются важными для сохранения биоразнообразия лесов путём регулирования количества видов растений и распространения семян. Дефаунизация оказывает существенное влияние на окружающую среду и охрану природы.
Один из основных факторов дефаунизации — браконьерство.
В биологии извлечение простейших из рубца жвачных животных также называется дефаунизацией. Дефаунизация рубца влияет на объём жвачных животных, расход азота и переваримость органических веществ и клеточных стенок углеводов.